# The Lilac Time
 (octobre 2023).
 (octobre 2023).
La mise en forme du texte ne suit pas les recommandations de Wikipédia : il faut le « wikifier ».
Les points d'amélioration suivants sont les cas les plus fréquents. Le détail des points à revoir est peut-être précisé sur la page de discussion.
- Les titres sont pré-formatés par le logiciel. Ils ne sont ni en capitales, ni en gras.
- Le texte ne doit pas être écrit en capitales (les noms de famille non plus), ni en gras, ni en italique, ni en « petit »…
- Le gras n'est utilisé que pour surligner le titre de l'article dans l'introduction, une seule fois.
- L'italique est rarement utilisé : mots en langue étrangère, titres d'œuvres, noms de bateaux, etc.
- Les citations ne sont pas en italique mais en corps de texte normal. Elles sont entourées par des guillemets français : « et ».
- Les listes à puces sont à éviter, des paragraphes rédigés étant largement préférés. Les tableaux sont à réserver à la présentation de données structurées (résultats, etc.).
- Les appels de note de bas de page (petits chiffres en exposant, introduits par l'outil «  Source ») sont à placer entre la fin de phrase et le point final[comme ça].
- Les liens internes (vers d'autres articles de Wikipédia) sont à choisir avec parcimonie. Créez des liens vers des articles approfondissant le sujet. Les termes génériques sans rapport avec le sujet sont à éviter, ainsi que les répétitions de liens vers un même terme.
- Les liens externes sont à placer uniquement dans une section « Liens externes », à la fin de l'article. Ces liens sont à choisir avec parcimonie suivant les règles définies. Si un lien sert de source à l'article, son insertion dans le texte est à faire par les notes de bas de page.
- La présentation des références doit suivre les conventions bibliographiques. Il est recommandé d'utiliser les modèles {{Ouvrage}}, {{Chapitre}}, {{Article}}, {{Lien web}} et/ou {{Bibliographie}}. Le mode d'édition visuel peut mettre en forme automatiquement les références.
- Insérer une infobox (cadre d'informations à droite) n'est pas obligatoire pour parachever la mise en page.

Pour une aide détaillée, merci de consulter Aide:Wikification.
Si vous pensez que ces points ont été résolus, vous pouvez retirer ce bandeau et améliorer la mise en forme d'un autre article.
 (octobre 2023).
The Lilac Time est un groupe de folk-rock alternatif britannique, formé à l'origine dans le Herefordshire, en Angleterre, par Stephen Duffy, son frère Nick Duffy et leur ami Michael Weston en 1986. Le nom du groupe est tiré d'une phrase de la chanson "River Man" de Nick Drake.
The Lilac Time a connu divers changements de line-up, avec les frères Duffy comme piliers. L'activité du groupe est étroitement liée à la carrière solo et de composition de Stephen Duffy.

## Histoire
Stephen, Nick et Michael enregistrent leurs premières chansons en 1986. Elles sont distribuées par le disquaire Swordfish Records à Birmingham en 1987, et sont rassemblées peu après en un album, The Lilac Time . Michael Giri et Fraser Kent se joignent au groupe pour leur première tournée. En 1988, The Lilac Time signe avec le label Fontana pour ressortir leur premier album dans une version remasterisée . Le groupe sort par la suite l'album Paradise Circus en 1989, puis &amp; Love for All, produit par Andy Partridge et John Leckie en 1990.
La même année, The Lilac Time change de label et se tourne vers Creation Records, pour être managé par Alan McGee, alors patron du label. Ensemble, ils enregistrent l'album Astronauts en 1990 avec la contribution de la cousine des Duffy, Cara Tivey, à l'orgue et au piano.
Le groupe s'est ensuite regroupé avec Claire Worrall et Melvin Duffy (aucun lien avec les frères) et a enregistré Looking For A Day In The Night avec le producteur Stephen Street pour spinART Records en 1999. Ils sortent ensuite Lilac 6 sur Cooking Vinyl en 2001, suivi de Keep Going, sorti en 2003 sous le nom de « Stephen Duffy and the Lilac Time » sur Folk Modern.
Runout Groove est sorti le 22 octobre 2007 sur Bogus Frontage. Le groupe a joué au Green Man Festival 2007 et au Queen Elizabeth Hall en formation de six musiciens. Le concert du groupe au Green Man Festival sert de toile de fond au film "Memory & Desire — 30 Years in the Wilderness With Stephen Duffy & The Lilac Time". Le documentaire a été filmé pendant six ans par Douglas Arrowsmith et comprenait des images nouvelles et vintage de Lilac. Le film est accompagné d'un album Universal Records du même nom, qui compile des chansons des trente années de musique de Duffy. Le concert du Queen Elizabeth Hall sera diffusé sous forme d'enregistrement live.
No Sad Songs est sorti sur Tapete Records en avril 2015.
Un nouvel album de Lilac Time, Return to Us, est sorti en octobre 2019.
Le groupe est désormais basé à Cornwall.

## Discographie

### Albums studios
- The Lilac Time (1987)
- Paradise Circus (1989)
- & Love for All (1990)
- Astronauts (1991)
- Looking for a day in the night (1999)
- lilac6 (2001)
- Keep Going (2003, comme Stephen Duffy & The Lilac Time)
- Runout Groove (2007, comme Stephen Duffy et The Lilac Time)
- Sapphie Stylus (2009, comme Nick Duffy & The Lilac Time)
- No Sad Songs (2015)
- Return To Us (2019)
- Dance Till All the Stars Come Down (2023)